# Aftonfalken
Aftonfalken är ett samlingsalbum av den svenske rockmusikern Pugh Rogefeldt, utgivet på skivbolaget EMI 1991.
Albumet bestod av låtar tidigare utgivna 1981–1985. Skivan är namngiven efter Rogefeldts och Ulf Lundells låt med samma namn från 1981.

## Låtlista
Där inte annat anges är låtarna skrivna av Pugh Rogefeldt.
1. "Aftonfalken" (Rogefeldt, Ulf Lundell)
2. "Pop o twist"
3. "Dina flickor"
4. "Het"
5. "Hammarhjärta"
6. "Stockholm"
7. "Dansa min docka"
8. "Tuggummit"
9. "Bussiga trucken"
10. "Tempel"

### Fotnoter
1. 1 2 3  ”Pugh Rogefeldt”. Svensk mediedatabas. http://smdb.kb.se/catalog/search?q=pugh+rogefeldt&x=0&y=0. Läst 20 januari 2013.